# Ісмаель Саїбарі
Ісмаель Саїбарі (араб. إسماعيل صيباري; нар. 28 січня 2001, Тарраса) — марокканський футболіст, півзахисник нідерландського клубу ПСВ.
Виступав, зокрема, за клуб «Йонг ПСВ», а також національну збірну Марокко.
Дворазовий володар Кубка Нідерландів. Володар Суперкубка Нідерландів.

## Клубна кар'єра
Народився 28 січня 2001 року в місті Тарраса.
У дорослому футболі дебютував 2020 року виступами за команду «Йонг ПСВ», у якій провів два сезони, взявши участь у 55 матчах чемпіонату. Більшість часу, проведеного у складі молодіжної команди «ПСВ», був основним гравцем команди.
До складу головної команди клубу ПСВ приєднався 2020 року. Станом на 29 листопада 2023 року відіграв за команду з Ейндговена 31 матч в національному чемпіонаті.

## Виступи за збірні
У 2020 році залучався до складу молодіжної збірної Марокко. На молодіжному рівні зіграв у 2 офіційних матчах, забив 1 гол.
У 2023 році дебютував в офіційних матчах у складі національної збірної Марокко.

## Титули і досягнення
- Володар Кубка Нідерландів (2):

ПСВ: 2021-2022, 2022-2023
- Володар Суперкубка Нідерландів (3):

ПСВ: 2022, 2023, 2025
- Чемпіон Нідерландів (2):

ПСВ: 2023-2024, 2024-2025
Особисті
- Команда місяця Ередивізі: квітень 2025[3]